# Hartford, Alabama
Hartford är en ort i Geneva County i Alabama. Orten har fått namn efter Hartford i Connecticut. Vid 2020 års folkräkning hade Hartford 2 651 invånare.